# روبینوود (مریلند)
روبینوود (به انگلیسی: Robinwood) شهری در ایالت مریلند کشور ایالات متحده آمریکا است که جمعیت آن در سرشماری سال ۲۰۱۰ میلادی، ۶٬۹۱۸ نفر بوده‌است.